# Osmola
Osmola ([ɔsˈmɔla]) est un village polonais de la gmina de Dziadkowice dans le powiat de Siemiatycze et dans la voïvodie de Podlachie. Il se situe à environ 18 kilomètres au nord-est de Siemiatycze et à 63 kilomètres au sud de Bialystok.
Selon le recenssement de la commune de 1921, ont habité dans le village 418 personnes, dont 401 étaient catholiques, 7 orthodoxes, 1 grec catholique, 1 évangélique, et 8 judaïques. Parallèlement, 410 habitants ont déclaré avoir la nationalité polonaise, 8 la nationalité juive. Dans le village, il y avait 81 bâtiments habitables.

## Source
- (en) Cet article est partiellement ou en totalité issu de l’article de Wikipédia en anglais intitulé « Osmola » (voir la liste des auteurs).